# Distansescharella seguenzai
Distansescharella seguenzai is een mosdiertjessoort uit de familie van de Cribrilinidae. De wetenschappelijke naam van de soort is voor het eerst geldig gepubliceerd in 1921 door Cipolla.